# UFC 184
UFC 184: Rousey vs. Zingano var en MMA-gala som arrangerades av Ultimate Fighting Championship och ägde rum 28 februari 2015 i Los Angeles i USA. 

## Resultat
1. ↑  Titelmatch i bantamvikt.